# Ike: Countdown to D-Day
Ike: Countdown to D-Day é um telefilme estadunidense de 2004, dos gêneros guerra, ação, aventura e drama, e dirigido por Robert Harmon.

## Sinopse
Conta a história dos 90 dias que antecederam a Invasão da Normandia em 4 de junho de 1944, durante a Segunda Guerra Mundial. O filme enfatiza as decisões estratégicas e relações políticas de Dwight Eisenhower, comandante supremo das forças Aliadas para batalhas européias. Destacam-se as relações com o então primeiro-ministro inglês Winston Churchill, com o general americano George S. Patton, com o general britânico Bernard Montgomery e com o presidente francês Charles de Gaulle. Dwight "Ike" Eisenhower é interpretado por Tom Selleck e a grande qualidade da película é demonstrar o drama de um homem com o poder de colocar milhões de vidas em risco, bem como as dificuldades de organizar diferentes estratégias militares em uma mesma operação.

## Elenco
- Tom Selleck… Gen. Dwight D. Eisenhower
- James Remar… Gen. Omar Bradley
- Timothy Bottoms… Walter Bedell "Beetle" Smith
- Gerald McRaney… Lt. Gen. George S. Patton
- Ian Mune… Primeiro Ministro Winston Churchill
- Bruce Phillips… Gen. Bernard Law Montgomery
- John Bach… Air Marshal Sir Trafford Leigh-Mallory
- Nick Blake… Air Marshal Arthur W. Tedder
- Kevin J. Wilson… RAdm. Bert Ramsay
- Christopher Baker… Group Capt. Maj. James Stagg
- George Shevtsov… Gen. Charles DeGaulle
- Gregor McLennan… Capt. Chapman
- Paul Gittins… Maj. Gen. Henry Miller
- Craig Hall… Cpl. William Hayes
- Stephen Brunton… Cpl. William Younger